# Schronisko na Solisku
Schronisko na Solisku, Schronisko pod Soliskiem (słow. chata pod Soliskom) – schronisko turystyczne położone na wysokości 1840 m n.p.m. na zboczach Skrajnego Soliska (Predné Solisko) w Tatrach Wysokich na Słowacji. Schronisko zostało oddane do użytku w 1944 r. W 2003 r. na miejscu starego schroniska powstało nowe, większe, dysponujące dzisiaj 9 miejscami noclegowymi. Chatarem schroniska jest Milan Štefánik. Do położonego w słowackiej części Tatr schroniska prowadzi nowoczesny wyciąg krzesełkowy ze Szczyrbskiego Jeziora (Štrbské Pleso).

## Szlaki turystyczne
– niebieski ze Szczyrbskiego Jeziora do schroniska, stąd dalej do żółtego szlaku w Dolinie Furkotnej.
- Czas przejścia ze Szczyrbskiego Jeziora do schroniska: 1:45 h, ↓ 1:15 h
- Czas przejścia od schroniska do Doliny Furkotnej: 25 min w obie strony

  – czerwony szlak rozpoczynający się przy schronisku i prowadzący wzdłuż grani na Skrajne Solisko. Czas przejścia: 1 h, ↓ 30 min